# Hugo Coscia
Hugo Oscar Coscia (Chacabuco, Argentina; 12 de octubre de 1952) es un futbolista argentino que se desempeñaba como extremo derecho.

## Clubes
| Club                    | País      | Año       |
| ----------------------- | --------- | --------- |
| Estudiantes de La Plata | Argentina | 1972-1973 |
| Colón                   | Argentina | 1974-1975 |
| Atlético Potosino       | México    | 1975-1977 |
| River Plate             | Argentina | 1977-1978 |
| San Lorenzo de Almagro  | Argentina | 1979      |
| Boca Juniors            | Argentina | 1980      |
| Rosario Central         | Argentina | 1981      |